# Callistopopillia scabrata
Callistopopillia scabrata är en skalbaggsart som beskrevs av Lin 1999. Callistopopillia scabrata ingår i släktet Callistopopillia och familjen Rutelidae. Inga underarter finns listade.